# Malay, Saône-et-Loire
Malay är en kommun i departementet Saône-et-Loire i regionen Bourgogne-Franche-Comté i östra Frankrike. Kommunen ligger i kantonen Saint-Gengoux-le-National som tillhör arrondissementet Mâcon. År 2022 hade Malay 216 invånare.

## Befolkningsutveckling
Antalet invånare i kommunen Malay
| Referens: INSEE |